# Парагвайская лисица
Парагвайская лисица (лат. Lycalopex gymnocerca) — один из видов южноамериканских лисиц. В англоязычных текстах именуется пампасной лисицей (англ. Pampas fox).

## Описание
Длина тела составляет примерно 65 см, высота в холке — примерно 40 см, средняя масса — от 4 до 6,5 кг. Окрас шерсти на верху и по бокам головы красноватая, а на спине от красноватого до чёрного цвета. Нижняя часть головы от бледно-серого до белого цвета. Уши треугольные, широкие, относительно крупные, красноватые на внешней поверхности и белые на внутренней. Спина, плечи и боковые стороны тела серые. Черноватая линия проходит по центру спины и хвоста. Хвост относительно длинный (50 % от длины головы и тела), пушистый и серый с чёрным кончиком. Брюхо и внутренняя поверхность ног от бледно-серого до беловатого цвета. Задние конечности серые с боков, с характерной чёрным пятном на нижней задней стороне. Боковая поверхность передних конечностей красноватая. Мех лисицы зимой становится толще и длиннее. Передние лапы имеют 5 пальцев, 4 с полными когтями и 1 с рудиментарным когтем (этот палец не формирует отпечаток на поверхности); задние лапы имеют 4 пальца. Зубная формула: {\displaystyle I{3 \over 3}C{1 \over 1}P{4 \over 4}M{2 \over 3}=42}.

## Распространение
Эти лисицы живут в Южной Америке в безлесной степи, так называемых пампасах, на территории Парагвая, восточной Боливии, Уругвая, юго-восточной Бразилии и Аргентины.

## Питание
Парагвайская лисица охотится обычно ночью. Рацион хищника разнится географически и включает как домашних, так и диких позвоночных, особенно европейских зайцев (Lepus europaeus), грызунов (в основном из родов Akodon, Calomys, Cavia, Ctenomys, Eligmodontia, Graomys, Microcavia, Oligoryzomys, Phyllotis и Reithrodon), птиц (из семейств Tinamidae, а также отрядов Passeriformes и Columbiformes), а также фрукты (Acacia aroma, Celtis tala, Condaria microphylla, Prosopis caldenia, Prunus mahleb и рода Rosa), насекомых (особенно из отрядов Coleoptera, Diptera, Hymenoptera, Homoptera, Odonata, Orthoptera и личинки чешуекрылых и жесткокрылых) и падаль. Дополнительной добычей являются опоссумы (Didelphis albiventris), броненосцы (Chaetophractus villosus, Chaetophractus vellerosus, Dasypus hybridus и Zaedyus pichiy), ящерицы, рыбы, улитки, крабы и скорпионы.

## Образ жизни
Лисица редко сама выкапывает себе нору, а чаще использует брошенные норы, углубления под корнями деревьев и расщелины в скалах. Беременность длится 55-60 дней. В конце весны, в октябре или ноябре, она рожает от 3-х до 6-и детёнышей. Лактация продолжается около 2-х месяцев, а самки могут спариваться на 8-12 месяц. Самцы обеспечивают пищей детёнышей и самок в норе. В возрасте 2-х месяцев потомство покидает свою нору.
В неволе продолжительность жизни парагвайской лисицы составляет почти 14 лет, но в дикой природе, вероятно, продолжительность жизни короче.

## Подвиды
| Латинское название | Русское название                       | Распространение |
| ------------------ | -------------------------------------- | --- |
| L. g. gymnocerca   | Парагвайская пампасская лисица         | встречается на субтропических лугах северо-востока Аргентины, Уругвая, Парагвая, Боливии и восточной Бразилии                                                                                         |
| L. g. lordi        | Горная пампасская лисица               | ограничивается экотоном горных тропических лесов Чако-Юнга в аргентинских провинциях Сальта и Жужуй                                                                                                   |
| L. g. antiqua      | Южная (аргентинская) пампасская лисица | встречается на естественных пастбищах Пампы, зарослях кустарников Монте и редколесьях Эспиналя в центральной части Аргентины, от провинций Кордова и Сан-Луис до Рио-Негро и Атлантического побережья |

Подвиды L. g. gracilis, L. g. domeykoana и L. g. maullinica были перенесены в состав Lycalopex grisea.

### Комментарии
1. ↑  Видовые названия исправлены, чтобы соответствовать женскому роду названия Lycalopex[5].